# Bumamuru Football Club
Le Bumamuru Football Club est un club burundais de football basé à Cibitoke.

## Histoire
Le Bumamuru FC remporte la finale de la Coupe du Burundi de football en 2021 contre le Flambeau du Centre sur le score de 3 buts à 1. 
Le club dispute alors sa première campagne continentale en se qualifiant pour la Coupe de la confédération 2021-2022. Le club est éliminé au premier tour préliminaire par les Congolais des Diables noirs de Brazzaville.

## Palmarès
- Championnat du Burundi : (1)
  - Champion : 2022-23
- Coupe du Burundi : (2)
  - Vainqueur : 2021, 2022
  - Finaliste : 2023
- Supercoupe du Burundi : 
  - Finaliste : 2023

## Bilan africain
Note : dans les résultats ci-dessous, le score du club est toujours donné en premier.
| Saison    | Compétition               | Tour                      | Club                         | Domicile | Extérieur | Total |
| --------- | ------------------------- | ------------------------- | ---------------------------- | -------- | --------- | ----- |
| 2021-2022 | Coupe de la confédération | Premier tour préliminaire | Diables noirs de Brazzaville | 0 - 0    | 0 - 1     | 0 - 1 |

Légende
- Victoire ou qualification pour le tour suivant
- Match nul
- Défaite ou élimination de la compétition